# Orla
Pour les articles homonymes, voir Orla (homonymie).
L'interdit d'orla (hébreu : איסור ערלה) est un commandement biblique prohibant la consommation ou tout autre usage de fruits ayant poussé au cours des trois premières années suivant la plantation de leur arbre car ils sont considérés comme une orla (hébreu : ערלה « excroissance ») de celui-ci.
Cette prohibition, l’une des plus importantes pour la consommabilité des fruits selon les normes juives, fait l’objet d’un traité talmudique, et est encore suivie de nos jours.
Le orla (ערלה en hébreu), est le prépuce, coupé le 8e jour pour la circoncision ou Brit milah. Le mot hébreu est constitué de deux sous-parties : or עור la peau, le cuir et לה lé Hashem, vers Dieu ; la peau vers Dieu.

## Bible
Les fruits des trois premiers ans de plantation sont interdits en Terre d'Israël par le texte biblique,. Selon Lévitique 19:23 les fruits d'un arbre nouvellement planté constituent son prépuce:
Lévitique 19:23 - Quand vous serez entrés dans le pays, et que vous y aurez planté toutes sortes d'arbres fruitiers, vous en regarderez les fruits comme incirconcis ; pendant trois ans, ils seront pour vous incirconcis ; on n'en mangera point. 24 - La quatrième année, tous leurs fruits seront consacrés à l'Éternel au milieu des réjouissances. 25 - La cinquième année, vous en mangerez les fruits, et vous continuerez à les récolter. Je suis l'Éternel, votre Dieu.

## Traité orla
Les lois de la orlah font l'objet d'un traité dans la Mishna, commenté dans la Tossefta et élaboré dans le Talmud de Jérusalem, mais non dans le Talmud de Babylone.
Bien que l'interdiction de la orlah soit l'une des prescriptions liées à la terre d'Israël, elle est également pratiquée en dehors de celle-ci, dans certaines communautés, en vertu de son statut de loi transmise par Moïse sur le Sinaï. Elle n'a cours que sur les fruits comestibles, et non sur les parties de l'arbre qui ne conviennent pas à un tel usage. À la fin de la période de orlah, les fruits sont sous le coup de neta revai.